# Aleuroclava montanus
Aleuroclava montanus là một loài côn trùng cánh nửa trong họ Aleyrodidae, phân họ Aleyrodinae.
Aleuroclava montanus được Takahashi miêu tả khoa học đầu tiên năm 1939.